# Fredrik Thollander
Fredrik Thollander, född 26 augusti 1731 i Svanshals socken, Östergötlands län, död 11 maj 1772 i Svinstads socken, Östergötlands län, var en svensk präst och kyrkoherde i Svinstads pastorat.

## Biografi
Fredrik Thollander föddes 26 augusti 1731 i Svanshals socken. Han var son till kyrkoherden Sven Thollander och dennes andra hustru Anna Margareta Stenhammar. Thollander studerade i Vadstena och Linköping. Han blev 4 november 1751 student vid Uppsala universitet, Uppsala och avlade 20 juni 1758 magistern. Thollander prästvigdes 6 juli 1760 till huspredikant på Grävsten i Svinstads socken. Han tog 24 september 1766 pastoralexamen och blev 10 oktober 1766 kyrkoherden i Svinstads församling, Svinstads pastorat, tillträde 1772. Thollander avled 11 maj 1772 i Svinstads socken och begravdes 2 juni Svinstads kyrkas sakristia av kyrkoherden Nils Kjellborg, Åtvids socken.
Till Thollanders begravning författades fem stycken gravskrifter. De skrevs av majoren Johan Henric Steuch, en promotionskamrat, komminister Lars Ekmark, dottern Anna Maria Thollander och brorsonen Sven Fredrik Thollander.

### Familj
Thollander gifte sig 17 november 1765 med Anna Catharina Baillet (1730–1793). Hon var dotter till ryttmästaren Carl Baillet och Maria Steenberg i Stockholm. De fick tillsammans barnen Carl Fredric (1767–1767) och Anna Maria (1769–1834). Efter Thollanders död gifte Anna Catharina Baillet om sig med kyrkoherden Daniel Sjöström i Svinstads socken.